# Grey Sunset
Grey Sunset è il secondo album dei Baciamibartali, prodotto dalla PH MusicWorX nel 1992.

## Tracce
1. Grey Sunset
2. Mother Rust
3. First Work Day
4. Charlie & Buster
5. Under Pressure
6. Sweat In Summer
7. Aurora
8. Sound Against the White
9. Masquerade
10. Cinema Astra
11. Animale
12. Poison

## Formazione
- Carlo Iura - Tastiere, Programming
- Francesco Pirro - Voce, Tastiere, Programming